# Solsona, Lleida
Solsona là một đô thị trong tỉnh Lleida, cộng đồng tự trị Cataluña Tây Ban Nha. Đô thị Solsona (Lleida) có diện tích là 18,15 ki-lô-mét vuông, dân số năm 2009 là 9219 người với mật độ 507,93 người/km². Đô thị Solsona (Lleida) có cự ly 98,7 km so với tỉnh lỵ Lleida.